# Alec Wodtke
Alec Michael Wodtke (* 10. Juli 1959 in Salt Lake City) ist ein US-amerikanischer Chemiker.
Nach seinem Studium an der University of Utah (Bachelor of Arts magna cum laude 1981) forschte Wodtke an der University of California, Berkeley, wo er 1985 zum PhD promoviert wurde.
Von 1986 bis 1988 war Wodtke in Göttingen Gastwissenschaftler am Max-Planck-Institut für Dynamik und Selbstorganisation. Anschließend ging er als Assistant Professor an die University of California, Santa Barbara, wo er 1993 zum Associate Professor und 1996 zum Full Professor befördert wurde. Im Jahr 2010 nahm Wodtke einen Ruf der Max-Planck-Gesellschaft als Wissenschaftliches Mitglied und Direktor am Göttinger Max-Planck-Institut für biophysikalische Chemie an. Zugleich wurde er im Jahr 2011 in Zusammenarbeit mit der Universität Göttingen mit einer Alexander von Humboldt-Professur der Alexander von Humboldt-Stiftung ausgezeichnet, die für fünf Jahre umfangreiche Forschungsmittel bereitstellt.
Mit seiner Frau Liesel, geb. Roeder, hat er zwei Söhne.

## Preise und Auszeichnungen
- 1982 NSF Predoctoral Fellow
- 1984 ACS Outstanding Graduate Student Award
- 1989 U.C. Regents Junior Faculty Fellow
- 1989 NSF Presidential Young Investigator
- 1992 Camille and Henry Dreyfus Teacher Scholar Award
- 1992 Alfred P. Sloan Research Fellow
- 1998 Alexander-von-Humboldt-Forschungspreis
- 2007 Fellow der American Association for the Advancement of Science
- 2011 Alexander von Humboldt-Professur

## Veröffentlichungen (Auswahl)
- Chemistry in a Computer: Advancing the in silico Dream, Alec M. Wodtke. In: Science 311, 64-65. 2006.
- Alec M. Wodtke, Daniel J. Auerbach, Huang Yuhui: Insensitivity of molecular trapping at surfaces to vibration. In: Chem. Phys. Lett. 413 326-330. 2005.
- Alec Wodtke: Chemistry with stretched molecules. In: Phys. Chem. Earth (C) 26(7), 467-471. 2001.